# منتخب ماليزيا لهوكي الحقل للسيدات
منتخب ماليزيا لهوكي الحقل للسيدات هو ممثل ماليزيا الرسمي في المنافسات الدولية في هوكي الحقل للسيدات
.